# Caroline Wozniacki
Caroline Wozniacki (danskt uttal: [vʌsnɪ'akɪ], polskt uttal: [vɔz̪n̪ʲat͡skɪ]), född 11 juli 1990 i Odense i Danmark, är en dansk professionell tennisspelare. Hon var bäst rankad i världen, enligt WTA:s ranking den 11 oktober 2010, och dessutom den första danska som nått toppositionen. Hon var dessutom den näst yngsta spelaren inom topp 20 på WTA-touren.
Hon har hittills (t.o.m. januari 2018) vunnit 28 singeltitlar och två dubbeltitlar på WTA-touren, där hon blev professionell spelare 18 juli 2005, vid en ålder av 15 år och 7 dagar. I Grand Slam-sammanhang nådde hon final i US Open 2009 där Kim Clijsters dock blev för svår. Hon nådde även finalen i US Open 2014, där hon förlorade mot Serena Williams. I Australiska öppna 2018 vann hon sin första grand slam-titel med vinst över Simona Halep och återtog förstaplatsen på världsrankningen. Hon är den första danska tennisspelaren att vinna en grand slam-titel.

## Spelaren och personen
Caroline Wozniacki föddes i en sann sportfamilj där båda föräldrarna, Piotr Wozniacki och Anna Wozniacka, var professionella idrottare från Polen. Anna spelade volleyboll för Polens damlandslag och Piotr kan se tillbaka på en tid som fotbollsspelare. Paret flyttade från Polen till Danmark under sent 1980-tal då Piotr blev klar för Boldklubben 1909. Efter ett par år föddes Caroline som det andra barnet.
När Wozniackis fyra år äldre bror, Patrik Wozniacki, började spela fotboll ville hon också spela. Och när han spelade tennis följde hon i broderns fotspår och fastnade genast för sporten. Hon var sju år gammal när hon började spela tennis och hon var från början tränad av sin far.
Den hårda träningen gav snabbt resultat. Nio år gammal vann Wozniacki alla matcher över resten av familjemedlemmarna. När hon fem år senare tog hem juniortiteln i turneringen Osaka Mayor's Cup i Japan stod det klart att hon hade stor potential att uppnå storartade framgångar på tennisbanan, vilket skulle visa sig stämma.  
Som förebilder bland tennisspelare har hon Martina Hingis och Steffi Graf. Wozniacki bär på tennisbanan kläder och skor från Adidas och racketmärket är det franska företaget Babolat, med säte i Lyon. 
Wozniacki talar både danska, engelska och polska flytande tack vare sin bakgrund och det långa resandet ute på touren. Caroline Wozniackis förnamn är danskt. I polsk press kallas hon emellertid ofta Karolina Woźniacka (uttal: [vɔʑnia'tska]), vilket är den korrekta namnformen på polska, även om hennes eget namn Caroline Wozniacki också används.
Hon är en superstjärna i Danmark, så stor att den danske kronprinsen, Kronprins Frederik av Danmark, har gratulerat henne till hennes framgångar och frågat om de ska spela mixed dubbel någon gång. Den danska pressen brukar (åtminstone 2010) kalla henne bara Caroline, ungefär som Zlatan i Sverige. Enligt en undersökning gjord i Danmark samma dag hon blev rankad världsetta ansågs hon ha gjort den näst bästa danska idrottsprestationen någonsin efter EM-guldet i fotboll 1992.

### Spelstil
Caroline Wozniackis spel präglas av solida grundslag med få nätattacker och få egna misstag, eller som hon själv menar – "allround, gillar att styra". När hon är under press slår hon oftast höga, långsamma returer som ger henne tid att komma i position för nästa slag.

## Tenniskarriären

### 2005
Caroline Wozniacki blev professionell WTA-spelare i juli 2005. Hon debuterade, vid en ålder av 15 år och åtta dagar, i WTA-turneringen i Cincinnati – Western & Southern Financial Group Women's Open. Den 19 juli spelade hon sin första match mot förstaseedade schweiziskan Patty Schnyder. Wozniacki förlorade och Schnyder vann senare hela turneringen.
I december vann Wozniacki turneringen Orange Bowl som räknas som ett inofficiellt världsmästerskap för juniorer.

### 2006
2006 var hon förstaseedad i Australiska öppnas flicksingel. Hon nådde där finalen, som hon förlorade mot åttaseedade Anastasia Pavljutjenkova, från Ryssland, efter tre set, 1–6, 6–2, 6–3.

Caroline Wozniacki i flicksingelfinalen i Wimbledon 2006.

I Wimbledonmästerskapen 2006 tilldelades Wozniacki ett wild card till damsingelns kvalturnering. Hon åkte dock ut i första kvalomgången mot Miho Saeki från Japan, 3–6, 6–2, 6–3. Bättre gick det då i flicksingeln där hon, som fjärdeseedad, tog hem titeln efter att ha finalbesegrat slovakiskan Magdaléna Rybáriková. Hon tappade första set i finalen, 3–6, men tog sedan de resterande seten med klara 6–1, 6–3.
Hennes första seniortitel kom 29 oktober 2006  då hon vann $25 000 ITF-turneringen i Istanbul.
Wozniacki var seedad som nummer två i sin sista Grand Slam-turnering som junior – flicksingeln i US Open. I första omgången, som spelades 3 september, vann hon första set mot ryskan Aleksandra Panova, men blev i andra set diskvalificerad för att verbalt ha förolämpat en linjedomare. Wozniacki sades ha använt en svordom i hänvisning mot en linjedomare som hade gjort ett omtvistat domslut, vilket hon förnekar. I sin blogg hävdade hon att hon sade till linjedomaren att han skulle "ta av sig solglasögonen" och att hon blev förväxlad med att prata till linjedomaren när hon kritiserade sig själv efter nästkommande poäng.
Senare samma år fick Caroline Wozniacki priset Hans Justs Idrætspris. Det är ett pris som delas varje år ut till en dansk idrottare som är en värdig representant för respektive idrottsgren. Hon blev även tilldelad utmärkelsen Årets Juniorspelare i Danmark.

### 2007
I februari 2007, närmare bestämt 4 februari, tog Wozniacki hem sin andra ITF-titel. Det var en $75 000-turnering i Ortisei, Italien. Wozniacki vann finalen mot hemmaspelaren Alberta Brianti med 4–6, 7–5, 6–3.
Exakt en månad efter den andra ITF-titeln kom den tredje, den här gången i Las Vegas $75 000-turnering. Hon finalbesegrade förstaseedade Akiko Morigami med setsiffrorna 6–3, 6–2.

### 2008
I Australiska öppna besegrade Wozniacki argentinskan Gisela Dulko (6–1, 6–1), 21:e-seedade ukrainskan Alona Bondarenko (7–6, 6–1) och Sabine Lisicki från Tyskland, för att avancera till fjärde omgången. Där ställdes hon mot fjärdeseedade serbiskan Ana Ivanović och förlorade matchen med 6–1, 7–6(2). För övrigt var det första gången en dansk spelare tog sig så långt i en Grand Slam sedan Kenneth Carlsen nådde fjärde omgången i samma turnering 1993.
Nästa turnering i Wozniackis kalender var Tier I-turneringen Qatar Total Open i Doha, Qatar. I den turneringen, som spelades i februari, vann Caroline för första gången en match mot en topp 10-spelare, Marion Bartoli från Frankrike (9:a på världsrankingen) fick se sig besegrad av den danska supertalangen. Siffrorna skrevs till 6–2, 6–3 och Wozniacki avancerade till kvartsfinal där hon krossades av fjärdeseedade ryskan Maria Sjarapova, 6–0, 6–1.
I Franska öppna 2008 var hon för första gången seedad i en Grand Slam-turnering, som nummer 31. Hon avancerade, tack vare segrar över Yvonne Meusberger och Anastasija Jakimova i de inledande omgångarna, till tredje omgången där hon än en gång ställdes mot Ana Ivanović. Men precis som i Australiska öppna tidigare under 2008 blev det respass mot Ivanović, som senare tog hem titeln. Siffrorna skrevs till 6–4, 6–1.
Den 18 juni gick Caroline Wozniacki för första gången segrande ur en match mot en topp 5-spelare. Hon besegrade Svetlana Kuznetsova (fjärde plats på världsrankingen) med de övertygande siffrorna 6–2, 6–2. Turneringen där matchen utspelade sig var i International Women's Open i Eastbourne som är en uppvärmningsturnering inför Wimbledon.
I Wimbledonmästerskapen 2008 nådde Wozniacki tredje omgången, fast fick där se sig besegrad av andraseedade serbiskan Jelena Janković. Wozniacki tog det inledande setet, 6–2, fast tappade de resterande 6–4, 6–2.
Augusti blev en riktig succémånad för Caroline Wozniacki. I Nordea Nordic Light Open 2008 i Stockholm tog hon hem sin första WTA-titel, och det med bedriften att inte tappa ett enda set under hela turneringen. Och fram till kvartsfinalen tappade hon endast elva game. I semifinalen fick förstaseedade polskan Agnieszka Radwańska se sig besegrad av superlöftet med 6–4, 6–1, och i finalen besegrades Vera Dusjevina från Ryssland. Wozniacki blev för övrigt tvungen att spela finalen bara några timmar efter semifinalen, det eftersom lördagen regnade bort i så stor utsträckning att semifinalerna fick flyttas till finaldagen.
I Sommar-OS i Peking gick Wozniacki fram till tredje omgången där hon åkte ut mot blivande olympiamästarinnan Jelena Dementieva. Wozniacki hade, på sin väg fram till tredje omgången, vunnit över världstolvan Daniela Hantuchová i andra omgången.
I New Haven, Pilot Pen Tennis, bara någon vecka efter OS tog Caroline sin första titel i en Tier II-turnering, och den andra WTA-titeln i karriären. Marion Bartoli och Alizé Cornet, Frankrike, fick i kvarts- respektive semifinal packa väskorna och åka hem efter att Wozniacki skickat dem ur turneringen. Hon mötte i finalen Anna Tjakvetadze och tog hem matchen och titeln efter tre set, 3–6, 6–4, 6–1.

Wozniacki vid US Open 2008.

Månaden slutade med att Wozniacki fick lämna US Open och USA med en plats i fjärde omgången i bagaget. Hon blev återigen utslagen av en serbiska, den här gången Jelena Janković, som senare blev tvåa i turneringen (förlorade finalen mot Serena Williams). Caroline hade i de inledande omgångarna mött spelare utanför topp 100 på världsrankingen och vunnit enkelt. Hon tappade för övrigt bara tre game var i matcherna. I tredje omgången besegrades vitryskan Victoria Azarenka, 6–4, 6–4.
I WTA-turneringen i Peking - China Open, förlorade Caroline i damsingelns första omgång, mot sin dubbelpartner, Anabel Medina Garrigues. Det paret tog senare hem dubbeltiteln i samma turnering och vann finalen mot det helkinesiska paret Han Xinyun och Xu Yi-Fan med setsiffrorna 6–1, 6–3. Det var Wozniackis första dubbeltitel i karriären.
För första gången i karriären var Wozniacki förstaseedad i en WTA-turnering. Det var i Tier III-turneringen AIG Japan Open i Tokyo och hon levde verkligen upp till seedningen då hon tog hem titeln. Fram till finalen tappade hon bara ett set (mot Gisela Dulko i första omgången), och väl där besegrade hon Kaia Kanepi från Estland. Setsiffrorna blev 6–2, 3–6, 6–1, och det var för övrigt hennes tredje WTA-titel dittills. 
I den väl ansedda Tier I-turneringen Kremlin Cup i Moskva var Caroline Wozniacki inte seedad, p.g.a. ett mycket starkt startfält, och mötte i första omgången Anna Tjakvetadze. Tjakvetadze var seedad som nummer åtta i turneringen och tog första set med 6–2. Men Wozniacki kom tillbaka och tog det andra setet enkelt med 6–1. Det tredje setet blev jämnt men Wozniacki kunde ändå gå vinnande ur striden och vann setet med 6-4. Matchen slutade därmed, till Wozniackis fördel, 2–6, 6–1, 6–4. I andra omgången ställdes Wozniacki mot en annan ryska, Nadia Petrova. Petrova tog första set med 6–4 och ledde det andra, 3–2, när Wozniacki gav upp till följd av andningsproblem.
Wozniacki nådde final i Tier III-turneringen i Luxemburg, hennes sista WTA-turnering för året. På vägen till final tappade hon endast ett set. Wozniacki var seedad som nummer fyra och tog sig fram till semifinal genom segrar över schweiziskan Timea Bacsinszky, Peng Shuai från Kina och Anabel Medina Garrigues. I semifinal ställdes Wozniacki mot kinesiskan Li Na. Wozniacki vann första set efter tiebreak, fast förlorade andra med 3–6. I tredje setet tog hon ett tidigt break och kunde vid ställningen 4–2 ännu en gång bryta kinesiskans serve. Därefter kunde hon relativt enkelt serva hem det tredje setet och vinna matchen med setsiffrorna 7–6(1), 3–6, 6–2. I finalen mötte Wozniacki förstaseedade ryskan Jelena Dementieva. Wozniacki öppnade mycket bra och vann det första setet tämligen enkelt, 6–2. Andra setet gick till Dementieva, 6–4 och ett jämnt avgörande set väntade. Setet gick till tiebreak där dock Dementieva drog det längsta strået och vann titeln i Luxemburg med 2–6, 6–4, 7–6(4). Det var första gången i den professionella karriären som Wozniacki förlorade en final i singel. Finalplatsen medförde att Wozniacki avancerade till plats 13 på rankingen, nytt personbästa för hennes del.   
Wozniacki tog sin fjärde ITF-titel då hon medverkade i turneringen i sin födelsestad Odense i Danmark vecka 47 ($100 000 Nordea Danish Open). Hon var toppseedad och mötte i finalen andraseedade Sofia Arvidsson från Sverige. Hon besegrade Arvidsson med setsiffrorna 6–2, 6–1.
Wozniacki avslutade året med en 12:e plats på världsrankingen, en ökning med 52 placeringar sedan föregående notering året innan.

### 2009
Säsongen 2009 startade för Caroline Wozniackis del med International-turneringen ASB Classic i Auckland, Nya Zeeland. Redan 20 oktober 2008 stod det klart att det skulle vara ASB Classic som öppnade Wozniackis säsong 2009. Turneringen startade bra för hennes del med två enkla segrar i de inledande omgångarna. Fast väl i kvartsfinal blev motståndet svårare i form av ryskan Jelena Vesnina, som är bäst i dubbel men också kan hävda sig i singel. Det visade hon verkligen i den här matchen för Wozniacki släppte det inledande setet med 6–3, fast repade sig i andra till setseger, 6–0. Det tredje och avgörande setet skulle bli det sista i årets upplaga av ASB Classic då hon förlorade det med samma siffror som i det första, 6–3.
I den följande turneringen, Medibank International i Sydney, Australien, var Wozniacki seedad som nummer åtta och tappade bara fem game i de två inledande omgångarna mot relativt enkelt motstånd. I kvartsfinalen ställdes hon däremot mot förstaseedade Serena Williams, den regerande US Open-mästarinnan från föregående år. Matchen blev mycket jämn och Wozniacki hade till slut tre matchbollar vid ställningen 6–5 i avgörande set och egen serve, men Williams var starkare och vann med 6–7(5), 6–3, 7–6(3).
I 2009 års första Grand Slam, Australiska öppna, medverkade Wozniacki i både singel och dubbel. I singelturneringen vann hon, utan större risk för förlust, över sin dubbelpartner Shahar Pe'er och även över Virginia Ruano Pascual i de två inledande omgångarna. I tredje omgången mötte hon wild cardet och hemmahoppet Jelena Dokić. Wozniacki vann ett jämnt första set med 6–3, men sedan kom en stor svacka. Skrällen Dokić, som i andra omgången slog ut sjuttondeseedade Anna Tjakvetadze och som hade hemmapubliken i ryggen, vann de två följande seten enkelt med 6–1, 6–2 och skickade ut elfteseedade Wozniacki ur turneringen. Eftersom Dokić har representerat Serbien men nu representerar Australien fortsätter den serbiska förbannelsen för Wozniacki, som i alla Grand Slams under 2008 åkte ut mot serbiskor, och nu hände det alltså igen. I dubbelturneringen blev det respass redan i första omgången mot ett ryskt par.
Efter att ha haft en negativ trend i sina turneringar under säsongen genom att åka ut efter tre matcher i alla turneringar Wozniacki ställde upp i (förutom ovan nämnda även Pattaya) var hon nära storslam i Memphis. Hon avancerade till final i både singel och dubbel, och i singelfinalen mötte hon sin dubbelpartner Victoria Azarenka där Wozniacki förlorade med 6–1, 6–3. Direkt efter spelade de två tillsammans i dubbelfinalen och vann i två raka set över paret Juliana Fedak (Ukraina) och Michaëlla Krajicek, 6–1, 7–6(2).

Wozniacki under US Open 2009.

I Franska öppna åkte Caroline Wozniacki ut i tredje omgången mot rumänskan Sorana Cîrstea efter en jämn tvåsetare. I dubbelturneringen blev det respass redan i första omgången, där hon spelade tillsammans med just nämnda rumänska.
I Wimbledon klarade hon sig till fjärde omgången. Där fick hon stryk med 6–4, 6–4 av tyskan Sabine Lisicki. Tillsammans med Sorana Cîrstea blev det endast en match i dubbeln.
När Wozniacki ställde upp i US Open var det utan respekt för sina motståndare: hon avancerade till final, där en nytänd Kim Clijsters dock blev för svår (5–7, 3–6). Noterbart är även att hon gick till semifinal genom att inför 23 000 åskådare slå ut hemmahoppet Melanie Oudin. Matchen var stundtals ganska jämn, men andra set förlorade Oudin på grund av för många egna misstag. Wozniacki vann med klara 6–2, 6–2.

### 2010
I den första WTA-turnering hon deltog i för årtiondet förlorade hon mot kinesiskan Li Na redan i första omgången i Sydney. Hon var rankad fyra vid Australiska öppna där hon återigen förlorade mot Li Na, denna gång i fjärde rundan. Trots att hon inte gick längre i turneringen nådde hon tredje plats på världsrankingen, det högsta hon någonsin varit.
I BNP Paribas Open var Wozniacki rankad tvåa. Hon tog sig till final men förlorade där mot tidigare världsettan Jelena Janković. Finalförlusten till trots så räckte detta för att klättra upp på andra plats på världsrankingen. I Miami Open i Miami förlorade Wozniacki i kvartsfinalen mot Justine Henin som nyss gjort comeback.
Turneringen efter det var MPS Group Championships där hon besegrade Olga Govortsova i finalen. Wozniacki deltog sen i Family Circle Cup i Charleston i South Carolina där hon tog sig till semifinalen och fick möta Vera Zvonarjova. Vid underläge 2-5 skadade hon sig och tvingades ge upp matchen efter en skada på fotleden.
Fortfarande påverkad av fotskadan försökte hon deltaga i turneringar under grussäsongen men förlorade tidigt i Porsche Tennis Grand Prix i Stuttgart, i Italien i Rome Masters och i spanska Madrid Masters. Hon tog sig sen till kvartsfinal i Warsaw Open men efter att ha förlorat i första set gav hon upp matchen påverkad av sin skada.
Wozniacki var rankad trea i Franska öppna mästerskapen. Detta året gjorde hon sitt bästa resultat i den turneringen när hon tog sig till den fjärde rundan utan att tappa ett set. Efter att ha besegrat Flavia Pennetta i sextondelsfinalen förlorade hon mot Francesca Schiavone som sen vann hela turneringen. Wozniacki deltog även i dubbelspelet tillsammans med Daniela Hantuchová men de fick dra sig ur turneringen inför matchen i andra rundan mot syskonen Serena och Venus Williams. Detta efter att Hantuchová fått en skada på höger axel.
I hennes första grästurnering för årtiondet, AEGON International var hon titelförsvarare. Wozniacki förlorade dock tidigt mot Aravane Rezaï.
Vid Wimbledonmästerskapen var hon rankad trea. Hon besegrade där Tathiana Garbin, Chang Kai-chen, och Anastasija Pavljutjenkova och tog sig därmed till fjärde rundan. Där blev det förlust mot Petra Kvitová.
Vid E-Boks Sony Ericsson Open var hon förstarankad. Turneringen spelades i Farum och det var första gången Danmark arrangerade en turnering på WTA och det skedde mycket tack vare Wozniackis popularitet i Danmark. Hon tog sig till finalen och vann sin andra titel för årtionet genom att besegra Klára Zakopalová.
I Cincinnati Masters förlorade Wozniacki den tredje rundan mot Marion Bartoli. Som andraseedad i Canada Masters i Kanada tog hon sig till semifinal mot Svetlana Kuznetsova. De fick vänta två dagar på att kunna spela matchen på grund av ihållande regn. Hon besegrade sen Kuznetsova och i finalen Vera Zvonarjova. Matcherna spelades på samma dag och Wozniacki tog därmed sin tredje titel för årtiondet. Som förstarankad vann hon sen Pilot Pen Tennis i New Haven, USA genom att besegra Nadia Petrova i finalen. Det var tredje året i rad hon vann denna turnering och det gjorde även att hon vann US Open Series, en serie baserad på 5 turneringar i USA.

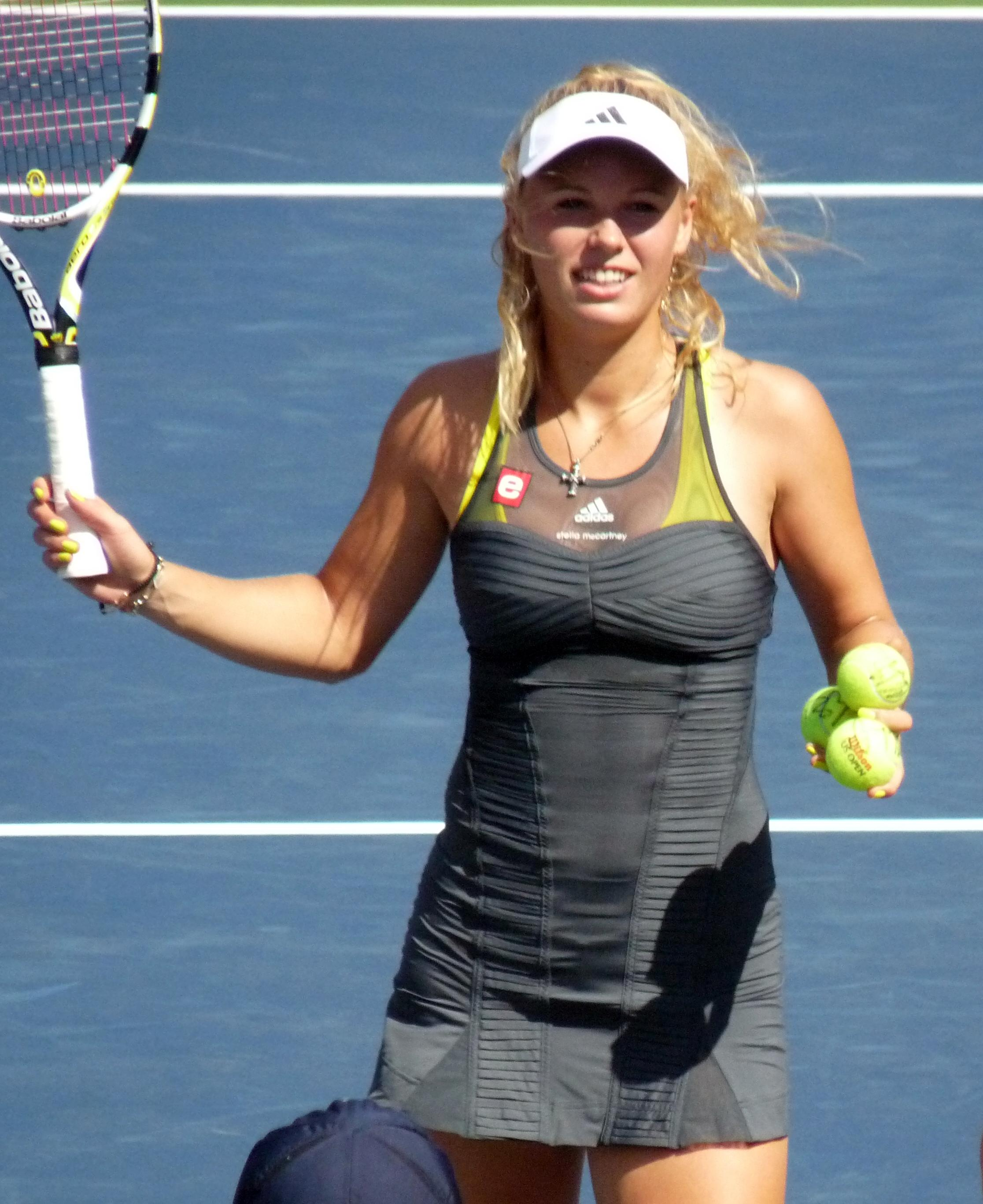
Wozniacki vid US Open 2010.

Wozniacki var rankad etta vid US Open efter att Serena Williams som toppade världsrankingen hade lämnat återbud. Hon tog sig till semifinal men där blev Vera Zvonarjova för svår. Genom att Wozniacki tog sig till semifinal blev hon en kvinna av bara två kvinnor (den andra var Venus Williams) som tog sig till minst fjärde rundan i alla turneringar i Grand Slam det året.
Wozniackis första turnering under den asiatiska säsongen på Hard court var Toray Pan Pacific Open i Tokyo. Hon avslutade turneringen genom att vinna tresettare mot Viktoryja Azaranka och i finalen Jelena Dementieva. Detta var hennes femte titel under 2010-talet.
Efter det spelade hon China Open i Peking. I tredje rundan ställdes hon mot Petra Kvitová som tidigare under året slagit ut Wozniacki i Wimbledon. Denna gång tog Wozniacki revansch och i och med den vinsten stod det klart att hon efter turneringen skulle överta förstaplatsen på rankinglistan från Serena Williams. Hon blev den femte spelaren som tog sig till toppen på rankinglistan utan att ha vunnit någon turnering i Grand Slam. Wozniacki blev även den första spelare från Danmark någonsin att toppa rankingen. I finalen av China Open besegrade hon Vera Zvonarjova och tog därmed sin sjätte titel för årtiondet, hennes tolfte i karriären.
I säsongsavslutningen vid WTA Tour Championships i Doha, Qatar lottades hon i samma grupp som Francesca Schiavone, Samantha Stosur, och Jelena Dementieva. Wozniacki besegrade i första matchen Dementieva men förlorade mot Stosur i den andra matchen. I sin sista gruppmatch besegrade hon Schiavone och säkrade därmed att hon skulle toppa världsrankingen vid årets slut. I semifinal ställdes hon mot den andra gruppens vinnare Vera Zvonarjova. Wozniacki vann men förlorade sen en tresettare i finalen mot Kim Clijsters Totalt slutade Wozniacki säsongen med sex vunna titlar i singel, flest av alla på touren. Finalmotståndaren Clijsters vann fem titlar och ingen annan spelare vann fler än två.

### 2011

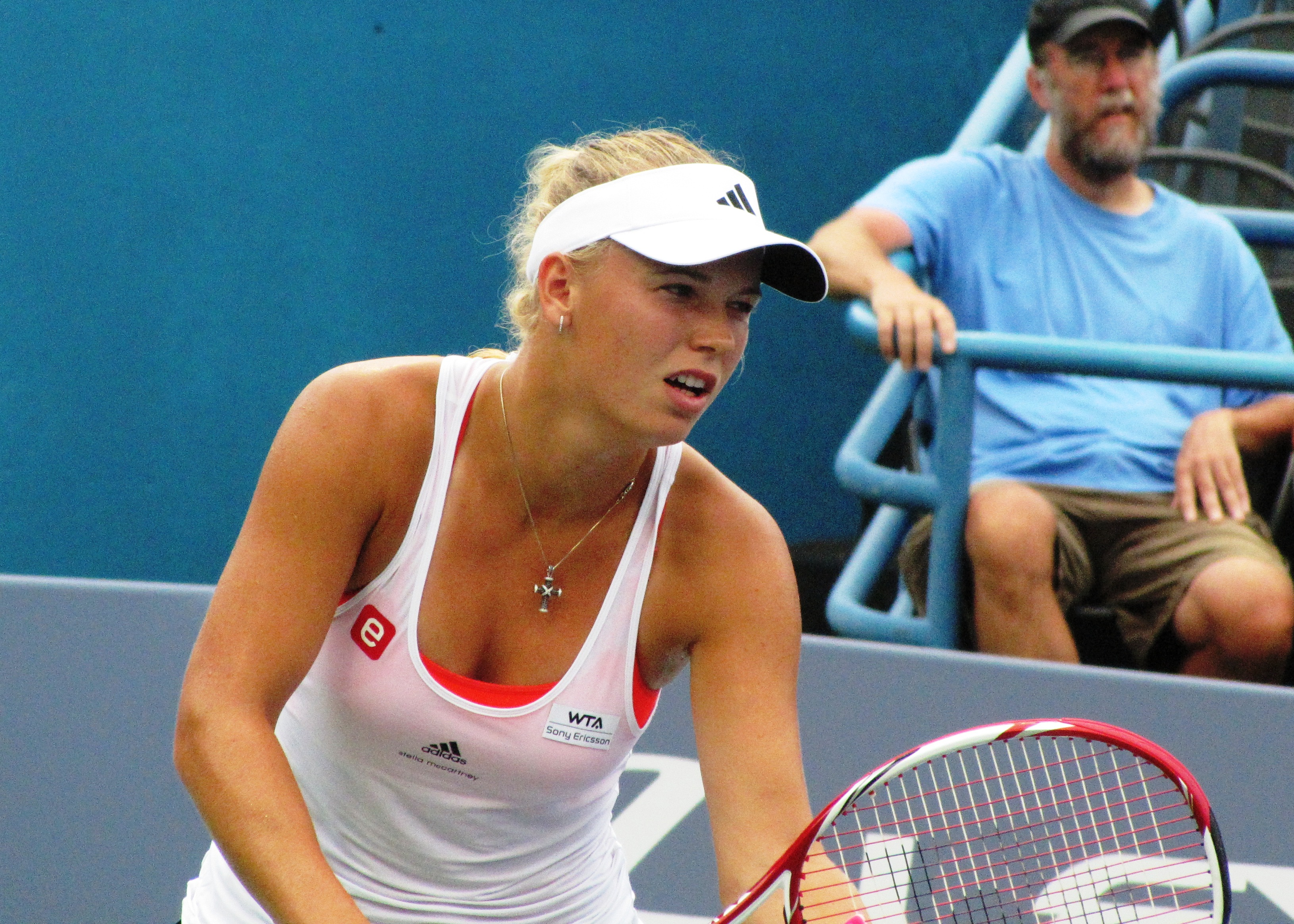
Caroline Wozniacki servar vid New Haven Open

På försäsongen 2011 bytte Wozniacki racketsponsor från Babolat till Yonex. Hon började säsongen med en uppvisningsmatch i Thailand mot Kim Clijsters där hon förlorade efter ett dramatiskt avgörande matchtiebreak som slutade 12–10. Wozniacki spelade sedan en annan uppvisningsturnering Hong Kong Tennis Classic där hon var lagkapten för det europeiska laget. Hon vann två matcher mot det asiatiska laget innan hon i finalen mötte Vera Zvonareva som representerade det ryska laget. Zvonareva utklassade Wozniacki och vann finalen med 6–1, 6–0. Wozniackis första turnering inom WTA var Medibank International Sydney, där hon åkte ut i andra rundan mot Dominika Cibulková.
Australiska öppna blev sedan första majortävlingen som Wozniacki spelade som etta på världsrankingen.. Hon förlorade mot Li Na i semifinalen efter att ha förlorat en matchboll vid ställningen 5–4 i andra set.
Den 14 februari tappade Wozniacki sin förstaplats på världsrankingen till Kim Clijsters men veckan efter tog hon tillbaka den. Det gjorde hon när hon i kvartsfinalen i Dubai Tennis Championships besegrade Shahar Pe'er. I finalen besegrade hon sedan Svetlana Kuznetsova och tog därmed årets första turneringsseger, hennes trettonde totalt i karriären.
I Qatar Ladies Open i Doha fick hon stå över första rundan och tog sig till final via vinster mot Nadia Petrova, Flavia Pennetta och Marion Bartoli i raka set. Wozniacki förlorade i finalen mot Vera Zvonareva.
I årets först obligatoriska tävling i WTA Premier Tournaments, BNP Paribas Open i Indian Wells, tog hon sig till finalen. Där besegrade hon Marion Bartoli och vann då karriärens fjortonde titel.
Vid årets upplaga av Sony Ericsson Open i Miami förlorade Wozniacki i fjärde rundan mot Andrea Petkovic, som då var rankad 21:a. Wozniacki gjorde hela 52 egna misstag och sa senare att utmattning var en del av anledningen till att hon förlorade.
I Family Circle Cup tog sig Wozniacki till final där hon besegrade Elena Vesnina. Det blev årets tredje titel och den femtonde i karriären.
Vid Porsche Tennis Grand Prix i Stuttgart tog hon sig till finalen men förlorade där mot Julia Görges i raka set.
I Mutua Madrileña Madrid Open förlorade Wozniacki återigen till Görges, denna gång i tredje rundan. I Rome Masters förlorade hon i semifinalen mot Marija Sjarapova, som sedan vann turneringen.
Vid Brussels Open tog sig Wozniacki till semifinal där hon besegrade regerande mästaren i Franska öppna, tredjerankade Francesca Schiavone. I finalen, som blev hennes sjätte för året, besegrade hon Peng Shuai som var rankad åtta. Det blev hennes fjärde titel för året, fler än någon annan.
I Franska öppna var hon seedad som etta men förlorade klart i tredje rundan (6–1, 6–3) mot Daniela Hantuchová, som var seedad 28:a.
Nästa turnering blev E-Boks Sony Ericsson Open hemma i Danmark där Wozniacki var titelförsvarare. I finalen besegrade hon fjärderankade Lucie Šafářová och vann därmed sin fjärde titel för året.
Vid 2011 års Wimbledonmästerskap vann hon sina matcher i raka set fram till den fjärde rundan. Där förlorade hon mot Dominika Cibulková, rankad 24:a. Efter det hördes röster huruvida hon skulle kunna behålla sin plats som etta på världsrankingen.

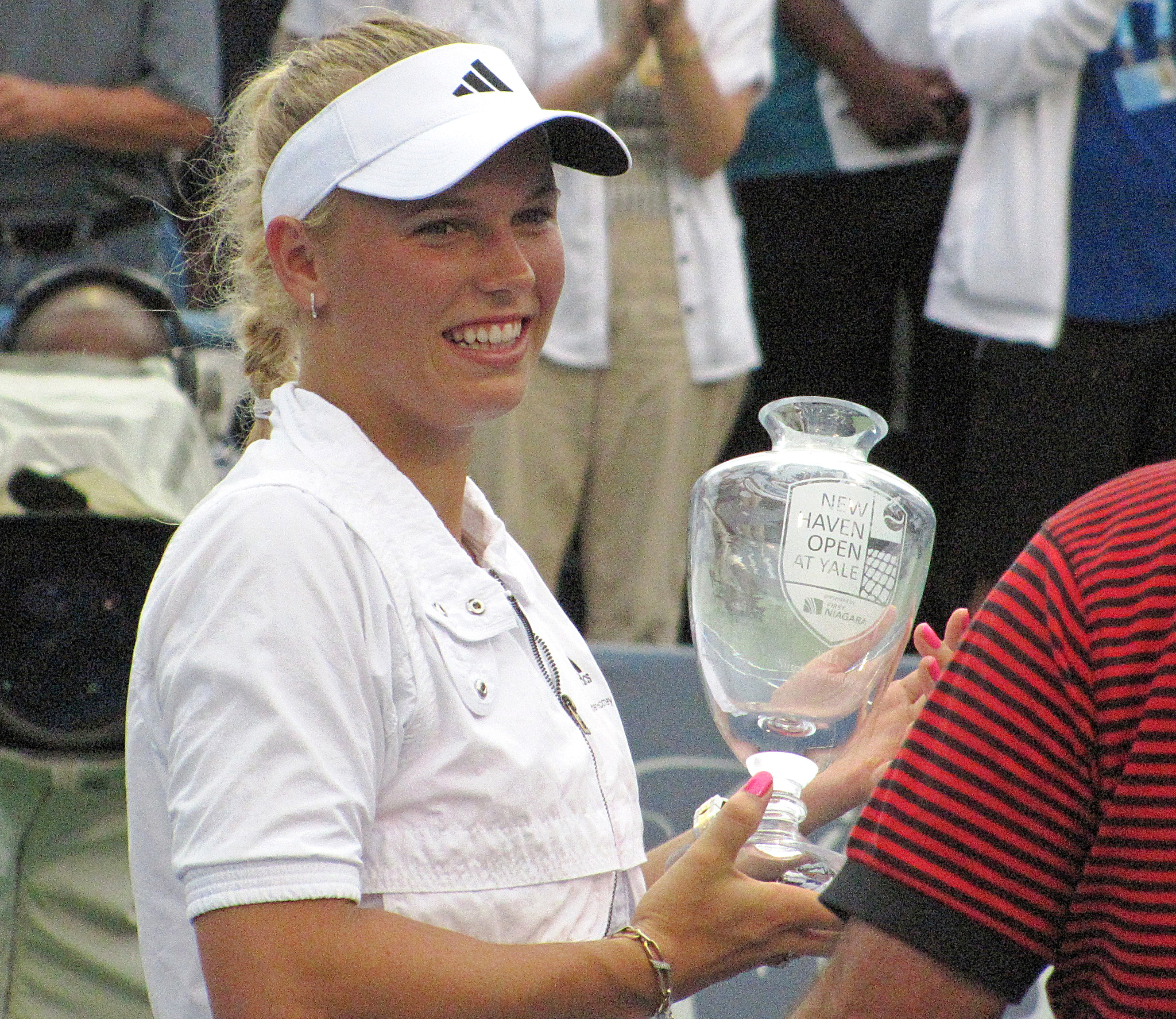
Caroline Wozniacki tar emot segerpokalen vid New Haven Open

Vid Rogers Cup i Kanada åkte Wozniacki ut redan i andra rundan. Trots att hon hade ledningen med 5–1 i andra set förlorade hon mot Roberta Vinci med 2–0 i set. Wozniacki var topprankad vid Cincinnati Masters med åkte ut i andra rundan mot Christina McHale, rankad på plats 76 i världen. I New Haven vann hon sedan titeln för fjärde året i rad. Detta år besegrade hon Francesca Schiavone i semifinalen och kvalspelaren Petra Cetkovská i finalen
Wozniacki var sedan förstaseedad även vid US Open. I första rundan besegrade hon Nuria Llagostera Vives. I andra rundan vann hon mot Arantxa Rus, och i tredje rundan besegrade Wozniacki amerikanskan Vania King. I fjärde rundan låg hon under med 7–6, 4–1 mot Svetlana Kuznetsova men lyckades vända och vinna matchen. Wozniacki tog sig sedan till semifinal genom att besegra Andrea Petkovic I semifinalen tog sedan turneringen slut efter förlust mot Serena Williams, som därefter förlorade finalen mot Samantha Stosur.
I Toray Pan Pacific Open i Tokyo förlorade Wozniacki i tredje rundan mot Kaia Kanepi. I China Open åkte hon ut i kvartsfinalen mot Flavia Pennetta. Detta var Wozniackis enda förlust i de 12 kvartsfinaler hon spelade under 2011.
Wozniacki var topprankad vid WTA Tour Championships. I gruppspelet besegrade hon Agnieszka Radwańska men förlorade sedan mot Vera Zvonareva. Hon förlorade även mot Petra Kvitová i den sista gruppmatchen och gick därmed inte vidare för första gången denna den tredje gång hon spelade turneringen. Efter att Marija Sjarapova dragit sig ur stod det klart att Wozniacki skulle sluta årets som etta på världsrankingen för andra året i rad.

### 2012
Det gick lite sämre och hon var rankad 10:e vid 2012 års slut. I Australiska och OS förlorade hon kvartsfinalen, och i Franska,  Wimbledon och US tidigare än så. Hon vann två WTA-turneringar.

### 2014
Hon nådde final i US Open, hennes andra Grandslam-final.

### 2017
Wozniacki vann säsongsfinalen för damer i Singapore, hennes dittills största titel.

### 2018
I Australiska öppna 2018 vann hon sin första grand slam-titel med vinst över Simona Halep och återtog dessutom förstaplatsen på världsrankningen.

### 2020
Den 23 januari nådde Caroline Wozniacki tredje omgången i Australiska öppna och avslutade därmed proffskarriären, vilket hon tidigare meddelat att så skulle ske.

### Fed Cup
Wozniacki har deltagit i det danska Fed Cup-laget sedan 2005. Hon har spelat 19 matcher och har vunnit 12 av dem. Wozniacki blev Danmarks yngsta Fed Cup-spelare någonsin då hon, 14 år och 283 dagar gammal, medverkade i landets segermatch mot Serbien och Montenegro 20 april 2005. Hon förlorade dock i en jämn match mot Ana Jovanović där siffrorna skrevs till 4–6, 7–6(5), 6–4.

## Titlar

### Singel (28)
| Teckenförklaring                           |
| Grand Slam (1)                             |
| WTA Championships (1)                      |
| Tier I / Premier Mandatory & Premier 5 (5) |
| Tier II / Premier (8)                      |
| Tier III, IV, V, International (10)        |
| ITF (4)                                    |

| Titlar efter underlag |
| Hardcourt (20)        |
| Gräs (1)              |
| Grus (4)              |
| Matta (2)             |

| Nr  | Datum             | Turnering                                                | Underlag      | Finalmotståndare    | Resultat      |
| --- | ----------------- | -------------------------------------------------------- | ------------- | ------------------- | ------------- |
| 1.  | 29 oktober 2006   | Istanbul, Turkiet                                        | Hardcourt     | Tatjana Matek       | 6–2, 6–1      |
| 2.  | 4 februari 2007   | Ortisei, Italien                                         | Matta         | Alberta Brianti     | 4–6, 7–5, 6–3 |
| 3.  | 4 mars 2007       | Las Vegas, USA                                           | Hardcourt     | Akiko Morigami      | 6–3, 6–2      |
| 4.  | 3 augusti 2008    | Nordic Light Open, Stockholm, Sverige                    | Hardcourt     | Vera Dusjevina      | 6–0, 6–2      |
| 5.  | 23 augusti 2008   | Pilot Pen Tennis, New Haven, USA                         | Hardcourt     | Anna Tjakvetadze    | 3–6, 6–4, 6–1 |
| 6.  | 5 oktober 2008    | AIG Japan Open, Tokyo, Japan                             | Hardcourt     | Kaia Kanepi         | 6–2, 3–6, 6–1 |
| 7.  | 23 november 2008  | Odense, Danmark                                          | Matta         | Sofia Arvidsson     | 6–2, 6–1      |
| 8.  | 12 april 2009     | MPS Group Championships, Ponte Vedra Beach, USA          | Grus          | Alexandra Wozniak   | 6–1, 6–2      |
| 9.  | 20 juni 2009      | Aegon International, Eastbourne, England                 | Gräs          | Virginie Razzano    | 7–6(7–5), 7–5 |
| 10. | 29 augusti 2009   | Pilot Pen Tennis, New Haven, USA                         | Hardcourt     | Jelena Vesnina      | 6–2, 6–4      |
| 11. | 11 april 2010     | MPS Group Championships, Ponte Vedra Beach, USA          | Grus          | Olga Govortsova     | 6–2, 7–5      |
| 12. | 8 augusti 2010    | e-Boks Danish Open, Köpenhamn, Danmark                   | Hardcourt (i) | Klára Zakopalová    | 6–2, 7–67–5   |
| 13. | 23 augusti 2010   | Rogers Cup, Montréal, Kanada                             | Hardcourt     | Vera Zvonarjova     | 6–3, 6–2      |
| 14. | 28 augusti 2010   | Pilot Pen Tennis, New Haven, USA                         | Hardcourt     | Nadia Petrova       | 6–3, 3–6, 6–3 |
| 15. | 2 oktober 2010    | Toray Pan Pacific Open, Tokyo, Japan                     | Hardcourt     | Jelena Dementieva   | 1–6, 6–2, 6–3 |
| 16. | 10 oktober 2010   | China Open, Peking, Kina                                 | Hardcourt     | Vera Zvonarjova     | 6–3, 3–6, 6–3 |
| 17. | 20 februari 2011  | Dubai Tennis Championships, Dubai, Förenade Arabemiraten | Hardcourt     | Svetlana Kuznetsova | 6–1, 6–3      |
| 18. | 20 mars 2011      | BNP Paribas Open, Indian Wells, USA                      | Hardcourt     | Marion Bartoli      | 6–1, 2–6, 6–3 |
| 19. | 10 april 2011     | Family Circle Cup, Charleston, USA                       | Grus          | Jelena Vesnina      | 6–2, 6–3      |
| 20. | 21 maj 2011       | Bryssel Open, Bryssel, Belgien                           | Grus          | Peng Shuai          | 2–6, 6–3, 6–3 |
| 21. | 8 augusti 2010    | e-Boks Danish Open, Köpenhamn, Danmark                   | Hardcourt (i) | Lucie Šafářová      | 6–1, 6–4      |
| 22. | 27 augusti 2011   | Pilot Pen Tennis, New Haven, USA                         | Hardcourt     | Petra Cetkovská     | 6–4, 6–1      |
| 23. | 23 september 2012 | KDB Korea Open, Seoul, Sydkorea                          | Hardcourt     | Kaia Kanepi         | 6–1, 6–0      |
| 24. | 21 oktober 2012   | Kremlin Cup, Moskva, Ryssland                            | Hardcourt (i) | Samantha Stosur     | 6–2, 4–6, 7–5 |
| 25. | 20 oktober 2013   | BGL Luxembourg Open, Luxembourg                          | Hardcourt (i) | Annika Beck         | 6–2, 6–2      |
| 26. | 20 juli 2014      | Istanbul Cup, Istanbul, Turkiet                          | Hardcourt     | Roberta Vinci       | 6–1, 6–1      |
| 27. | 8 mars 2015       | BMW Malaysian Open, Kuala Lumpur, Malaysia               | Hardcourt     | Alexandra Dulgheru  | 4–6, 6–2, 6–1 |

### Dubbel (2)
| Teckenförklaring      |
| Grand Slam (0)        |
| WTA Championships (0) |
| Tier I (0)            |
| Tier II (1)           |
| Tier III (0)          |
| Tier IV (0)           |
| ITF (0)               |
| Premier (0)           |
| International (1)     |

| Nr | Datum             | Turnering                        | Underlag  | Partner                 | Finalmotståndare                 | Resultat    |
| -- | ----------------- | -------------------------------- | --------- | ----------------------- | -------------------------------- | ----------- |
| 1. | 28 september 2008 | China Open, Peking, Kina         | Hardcourt | Anabel Medina Garrigues | Han Xinyun Xu Yi-Fan             | 6–1, 6–3    |
| 2. | 21 februari 2009  | Cellular South Cup, Memphis, USA | Hardcourt | Victoria Azarenka       | Juliana Fedak Michaella Krajicek | 6–1, 7–6(2) |

## Finalförluster

### Singel (3)
| Teckenförklaring                           |
| Grand Slam (0)                             |
| WTA Championships (0)                      |
| Tier I / Premier Mandatory & Premier 5 (0) |
| Tier II / Premier (0)                      |
| Tier III, IV, V, International (1)         |

| Nr  | Datum             | Turnering                                            | Underlag      | Finalmotståndare            | Resultat           |
| --- | ----------------- | ---------------------------------------------------- | ------------- | --------------------------- | ------------------ |
| 1.  | 26 oktober 2008   | Fortis Championships Luxembourg Luxemburg, Luxemburg | Hardcourt     | Jelena Dementieva           | 6–2, 4–6, 6–7(4–7) |
| 2.  | 21 februari 2009  | Cellular South Cup, Memphis, USA                     | Hardcourt     | Victoria Azarenka           | 1–6, 3–6           |
| 3.  | 19 april 2009     | Family Circle Cup, Charleston, USA                   | Grus          | Sabine Lisicki              | 2-6, 4–6           |
| 4.  | 17 maj 2009       | Mutua Madrileña Madrid Open, Madrid, Spanien         | Grus          | Dinara Safina               | 2-6, 4–6           |
| 5.  | 11 juli 2009      | Swedish Open Women, Båstad, Sverige                  | Grus          | Maria Jose Martinez Sanchez | 5-7, 4–6           |
| 6.  | 13 september 2009 | US Open, New York, USA                               | Hardcourt     | Kim Clijsters               | 5-7, 3–6           |
| 7.  | 21 mars 2010      | BNP Paribas Open, Indian Wells, USA                  | Hardcourt     | Jelena Janković             | 2-6, 4–6           |
| 8.  | 31 oktober 2010   | WTA Tour Championships, Doha, Qatar                  | Hardcourt     | Kim Clijsters               | 3-6, 7–5, 3–6      |
| 9.  | 26 februari 2011  | Qatar Ladies Open, Doha, Qatar                       | Hardcourt     | Vera Zvonarjova             | 4-6, 4–6           |
| 10. | 24 april 2011     | Porsche Tennis Grand Prix, Stuttgart, Tyskland       | Grus (i)      | Julia Görges                | 6-7(3-7), 3–6      |
| 11. | 15 april 2012     | e-Boks Danish Open, Köpenhamn, Danmark               | Hardcourt (i) | Angelique Kerber            | 4-6, 4–6           |
| 12. | 4 november 2012   | Tournament of Champions, Sofia, Bulgarien            | Hardcourt (i) | Nadia Petrova               | 2-6, 1–6           |
| 13. | 17 mars 2013      | BNP Paribas Open, Indian Wells, USA                  | Hardcourt     | Marija Sjarapova            | 2-6, 2–6           |
| 14. | 7 september 2014  | US Open, New York, USA                               | Hardcourt     | Serena Williams             | 3-6, 3–6           |
| 15. | 21 september 2014 | Toray Pan Pacific Open, Tokyo, Japan                 | Hardcourt     | Ana Ivanovic                | 2–6, 6-7(2-7)      |
| 16. | 10 januari 2015   | ASB Classic, Auckland, Nya Zeeland                   | Hardcourt     | Venus Williams              | 6–2, 3–6, 3–6      |
| 17. | 26 april 2015     | Porsche Tennis Grand Prix, Stuttgart, Tyskland       | Grus (i)      | Angelique Kerber            | 6–3, 1-6, 5-7      |

### Dubbel (1)
| Teckenförklaring      |
| Grand Slam (0)        |
| WTA Championships (0) |
| Tier I (0)            |
| Tier II (0)           |
| Tier III (1)          |
| Tier IV (0)           |
| ITF (0)               |
| Premier (0)           |
| International (0)     |

| Nr | Datum            | Turnering                        | Underlag  | Partner           | Finalmotståndare             | Resultat    |
| -- | ---------------- | -------------------------------- | --------- | ----------------- | ---------------------------- | ----------- |
| 1. | 25 februari 2006 | Cellular South Cup, Memphis, USA | Matta (i) | Victoria Azarenka | Lisa Raymond Samantha Stosur | 7–6(2), 6–3 |

## Prestationtidslinje i singel
| Termer att veta                    | Termer att veta                                                                     | Termer att veta | Termer att veta                                               |
| ---------------------------------- | ----------------------------------------------------------------------------------- | --------------- | ------------------------------------------------------------- |
| SR                                 | förhållandet mellan antalet vunna singelturneringar och antalet spelade turneringar | V-F             | spelarens vinst-förlust statisitik                            |
| Prestationslinje; teckenförklaring |                                                                                     |                 |                                                               |
| SI                                 | turneringen spelades inte det året                                                  | A               | deltog inte i turneringen                                     |
| LQ                                 | förlorade i kvalturneringen                                                         | #R              | förlorade i en tidig omgång i en turnering (RR = Round Robin) |
| KF                                 | avancerade till kvartsfinal men förlorade där                                       | SF              | avancerade till semifinal men förlorade där                   |
| F                                  | avancerade till final, finalist                                                     | V               | vann turneringen                                              |

| NM5 | NM5 | NM5 | NM5 | menas med att en turnering antingen är en obligatorisk Premier-turnering eller en Premier 5-turnering. |

| Grand Slam                                                                 |               |               |               |               |               |               |               |       |               |               |               |     |      |
| Australiska öppna                                                          | A             | A             | A             | 4R            | 3R            | 4R            | SF            | KF    | 4R            | 3R            | 2R            | 1R  | 23-9 |
| Franska öppna                                                              | A             | A             | 1R            | 3R            | 3R            | KF            | 3R            | 3R    | 2R            | 1R            | 2R            |     | 14-9 |
| Wimbledon                                                                  | A             | LQ            | 2R            | 3R            | 4R            | 4R            | 4R            | 1R    | 2R            | 4R            | 4R            |     | 19-9 |
| US Open                                                                    | A             | A             | 2R            | 4R            | F             | SF            | SF            | 1R    | 3R            | F             | 2R            |     | 29-9 |
| Year-End Championship                                                      |               |               |               |               |               |               |               |       |               |               |               |     |      |
| WTA Tour Championships                                                     | A             | A             | A             | A             | SF            | F             | RR            | A     | A             | SF            | A             |     | 9-7  |
| Olympiska spel                                                             |               |               |               |               |               |               |               |       |               |               |               |     |      |
| Olympiska sommarspel                                                       | Spelades inte | Spelades inte | Spelades inte | 3R            | Spelades inte | Spelades inte | Spelades inte | KF    | Spelades inte | Spelades inte | Spelades inte |     | 5-2  |
| WTA Premier Tournaments (obligatoriska)                                    |               |               |               |               |               |               |               |       |               |               |               |     |      |
| Indian Wells                                                               | A             | A             | 2R            | 4R            | KF            | F             | V             | 4R    | F             | 4R            | 3R            | 2R  | 27–9 |
| Miami                                                                      | A             | A             | A             | 4R            | KF            | KF            | 4R            | SF    | 3R            | KF            | 4R            |     | 21-8 |
| Madrid                                                                     | Spelades inte | Spelades inte | Spelades inte | Spelades inte | F             | 2R            | 3R            | 3R    | 1R            | 2R            | KF            |     | 14–7 |
| Peking                                                                     | Inte Tier I   | Inte Tier I   | Inte Tier I   | Inte Tier I   | 1R            | V             | KF            | 3R    | KF            | 2R            | 3R            |     | 14–7 |
| WTA Premier 5 Tournaments Nu antingen obligatorisk Premier eller Premier 5 |               |               |               |               |               |               |               |       |               |               |               |     |      |
| Dubai                                                                      | Inte Tier I   | Inte Tier I   | Inte Tier I   | KF            | A             | 3R            | V             | 2R    | KF            | 2R            | SF            |     | 15–6 |
| Rom                                                                        | A             | A             | A             | 3R            | 3R            | 3R            | SF            | 2R    | 1R            | A             | 2R            |     | 8–7  |
| Cincinnati                                                                 | Inte Tier I   | Inte Tier I   | Inte Tier I   | Inte Tier I   | KF            | 3R            | 2R            | 3R    | KF            | SF            | 2R            |     | 11–7 |
| Montréal / Toronto                                                         | A             | A             | 1R            | A             | 2R            | V             | 2R            | SF    | 2R            | KF            | 2R            |     | 11–7 |
| Tokyo                                                                      | A             | A             | A             | 1R            | 2R            | V             | 3R            | KF    | SF            | SF            | 2R            |     | 15–7 |
| Tidigare WTA Tier I-turneringar                                            |               |               |               |               |               |               |               |       |               |               |               |     |      |
| Charleston                                                                 | A             | A             | A             | A             | NM5           | 0–0           |               |       |               |               |               |     |      |
| Moskva                                                                     | A             | A             | A             | 2R            | NM5           | 1–1           |               |       |               |               |               |     |      |
| Doha                                                                       | Inte Tier I   | Inte Tier I   | Inte Tier I   | KF            | Spelades inte | 3–1           |               |       |               |               |               |     |      |
| Berlin                                                                     | A             | A             | A             | 2R            | Spelades inte | 1–1           |               |       |               |               |               |     |      |
| San Diego                                                                  | A             | A             | A             | Spelades inte | Spelades inte | 0–0           |               |       |               |               |               |     |      |
| Zürich                                                                     | A             | A             | A             | Inte Tier I   | Spelades inte | 0–0           |               |       |               |               |               |     |      |
| Karriärstatistik                                                           |               |               |               |               |               |               |               |       |               |               |               |     |      |
| Spelade turneringar                                                        | 2             | 11            | 19            | 24            | 26            | 22            | 23            | 23    | 23            | 20            | 24            | 3   |      |
| Finalplatser                                                               | 0             | 0             | 0             | 4             | 8             | 8             | 8             | 4     | 2             | 3             | 3             | 0   |      |
| Titlar                                                                     | 0             | 0             | 0             | 3             | 3             | 6             | 6             | 2     | 1             | 1             | 1             | 0   |      |
| Hardcourt vinst-förlust                                                    | 0–2           | 10–5          | 14–9          | 42-13         | 36-17         | 44-9          | 40-11         | 42-14 | 33–14         | 42–15         | 26–17         | 3–3 |      |
| Grus vinst-förlust                                                         | 0–0           | 5–3           | 7–6           | 7–5           | 23-6          | 15-6          | 20-5          | 5-4   | 2–6           | 1–2           | 7–4           |     |      |
| Gräs vinst-förlust                                                         | 0–0           | 0–1           | 1–1           | 4–2           | 8-1           | 3-2           | 3-1           | 3-3   | 4–2           | 6–2           | 6–2           |     |      |
| Matta vinst-förlust                                                        | 0–0           | 2–1           | 9–1           | 5-0           | 0–0           | 0–0           | 0–0           | 0–0   | 0–0           | 0–0           | 0–0           | 0–0 |      |
| Total vinst-förlust                                                        | 0–2           | 17–10         | 31–17         | 58–20         | 67-24         | 62-17         | 63-17         | 50-21 | 39–22         | 49–19         | 39–23         | 3–3 |      |
| Ranking vid årets slut                                                     | Ingen         | 237           | 60            | 12            | 4             | 1             | 1             | 10    | 10            | 8             | 17            |     |      |